# Kačerov (přírodní památka)
Přírodní památka Kačerov se rozkládá západně od obce Zdobnice v lokalitě zvané Kačerovské rybníky tvořené soustavou pěti nádrží, které jsou napájeny bezejmenným přítokem toku Kněžná.

## Předmět ochrany
Hlavním předmětem ochrany jsou populace silně ohrožených evropsky významných druhů modráska bahenního (Maculinea nausithous) a modráska očkovaného (Maculinea teleius) a jejich biotopů. Chráněný jsou zde i extenzivně sečené louky nížin až podhůří s typickým biotopem mezofilních ovsíkových luk. Území je rovněž stejnojmennou evropsky významnou lokalitou. V přírodní památce se rovněž vyskytují zlatohlávek tmavý (Oxythyrea funesta), ještěrka živorodá (Zootoca vivipara), užovka obojková (Natrix natrix) či bledule jarní (Leucojum vernum). Poblíž se nachází rozsáhlejší přírodní rezervace Kačerov.

## Fotografie

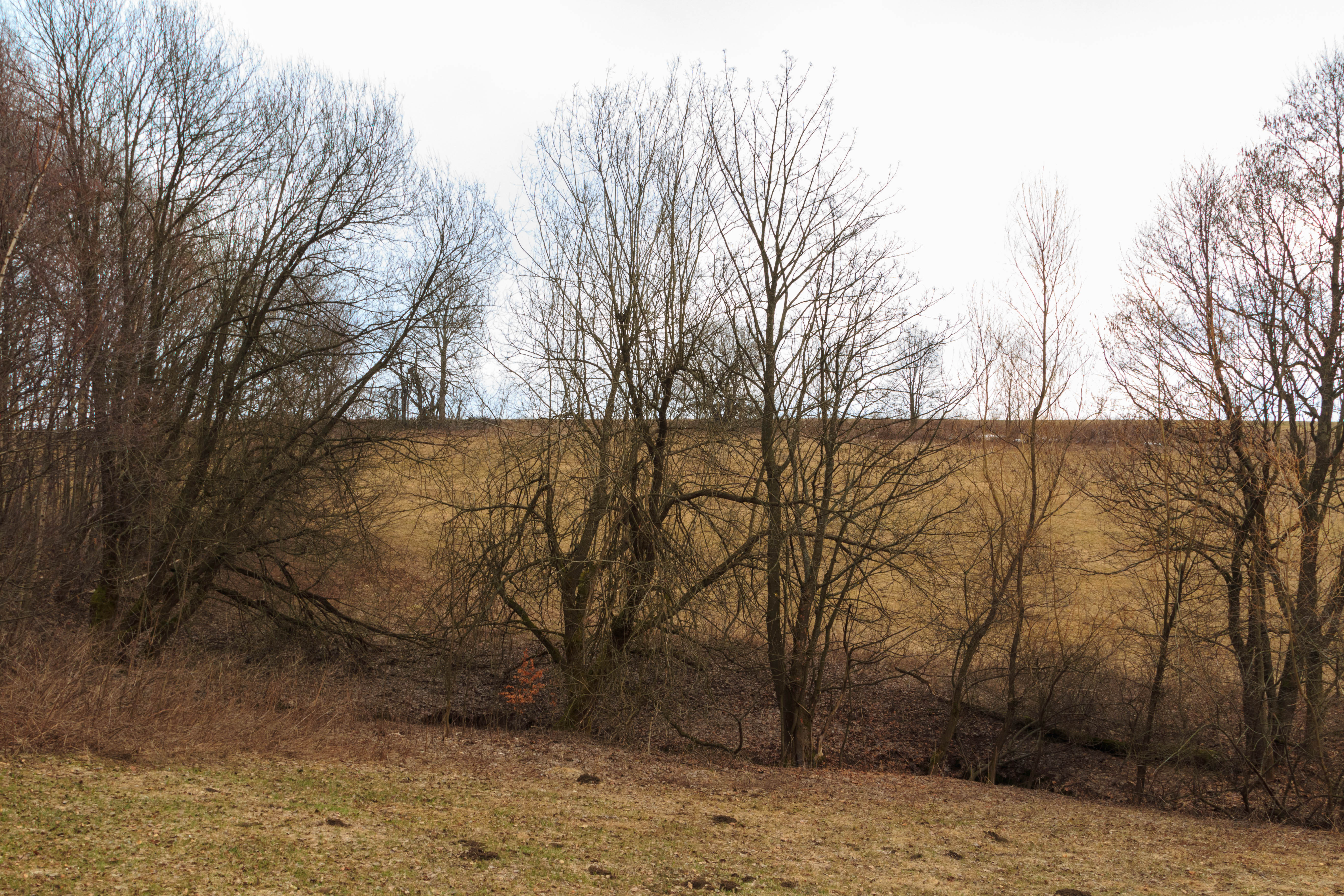
Přírodní památka Kačerov
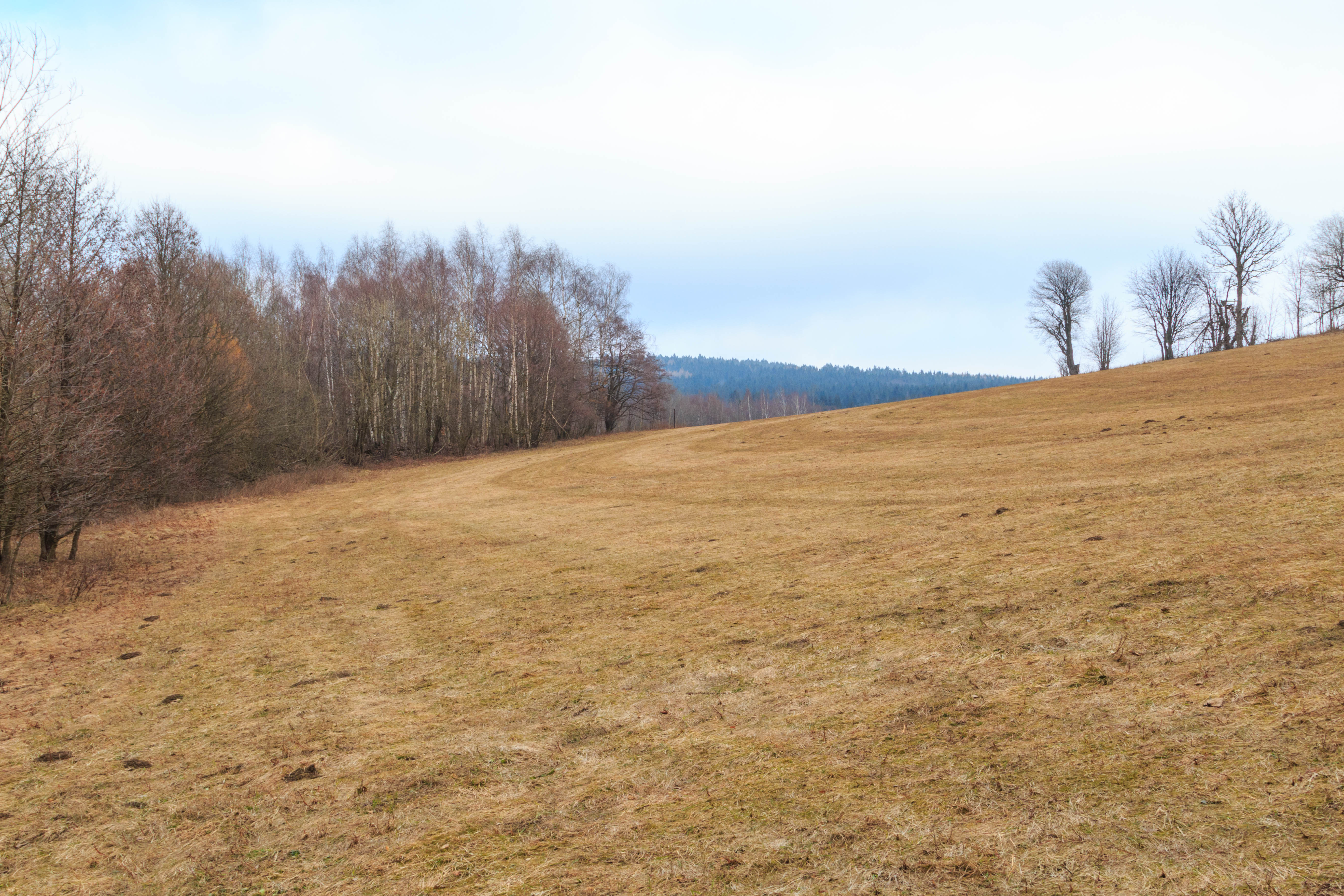
Přírodní památka Kačerov
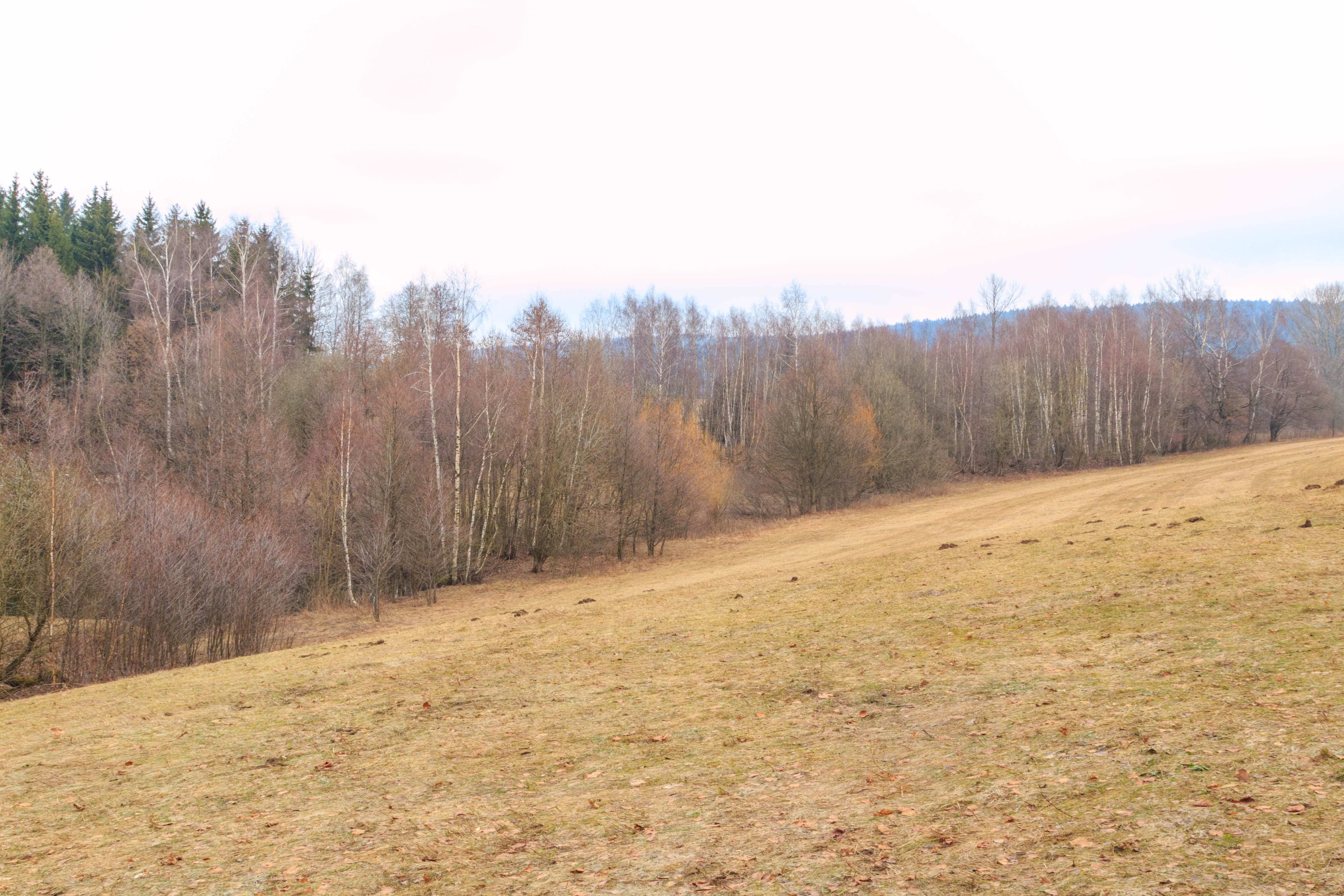
Přírodní památka Kačerov
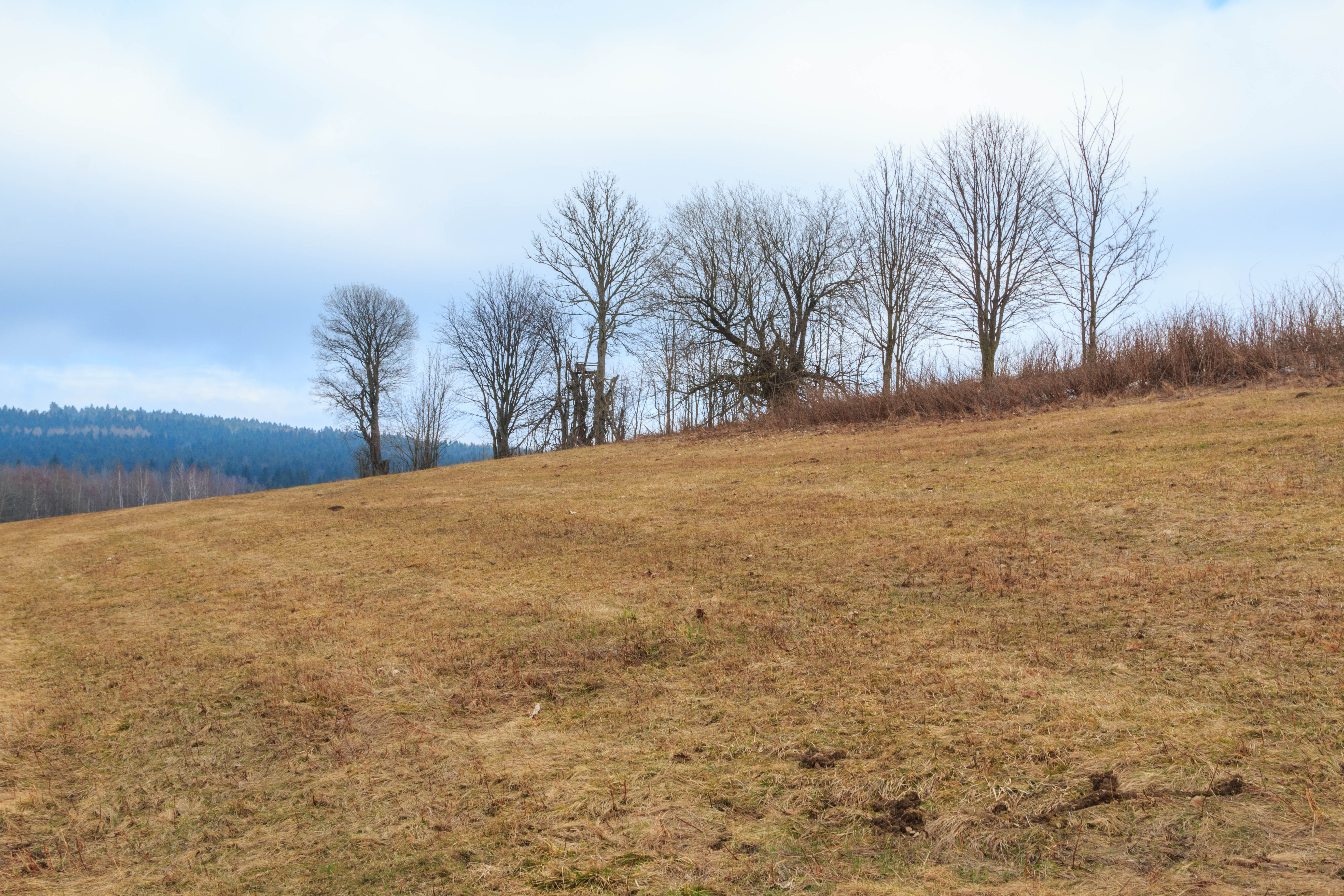
Přírodní památka Kačerov